# Korynia urania
Korynia urania är en mångfotingart som först beskrevs av Crabill 1954.  Korynia urania ingår i släktet Korynia och familjen storjordkrypare. Inga underarter finns listade i Catalogue of Life.